# Poseidonamicus panopsus
Poseidonamicus panopsus is een mosselkreeftjessoort uit de familie van de Thaerocytheridae. De wetenschappelijke naam van de soort is voor het eerst geldig gepubliceerd in 1989 door Whatley & Dingle.